# Rozwód w islamie

## Talak
Talak (arab. ‏طلاﻕ‎) – rozwiązanie małżeństwa zgodnie z prawem koranicznym może nastąpić z trzech powodów: pierwszym jest upływ czasu, na jaki małżeństwo zostało zawarte (o ile czas ten określony został w umowie małżeńskiej), drugim jest rozwód, a trzecim apostazja jednego ze współmałżonków. Zgodnie z islamem małżeństwo jest umową cywilną, aczkolwiek prawa i obowiązki z niej wynikające mają ogromną wagę, jeśli chodzi o dobro ludzi. Islam uznaje konieczność rozwodu w sytuacjach, w których relacje między małżonkami są zatrute do tego stopnia, że nie jest możliwe zachowanie pokoju w domu. Wprawdzie islam nie dopuszcza dowolnych i nieograniczonych przyczyn rozwodu. Zezwalając na rozwód, islam jednocześnie przykłada ogromną wagę do różnego rodzaju środków kontroli mających na celu ograniczenie korzystania z dozwolonych ułatwień. Dlatego rozwodu nie można rozważać w każdej dowolnej sytuacji, pobożny muzułmanin musi wiedzieć, że Prorok rzekł: „Żadna dozwolona rzecz nie jest bardziej znienawidzona przez Allaha od rozwodu”.

## Inicjatywa rozwodu

### Z inicjatywy mężczyzny
Rozwód może być obowiązkowy (wadżib), zalecany (mandub), dozwolony (mubah), niepożądany (makruh) lub zabroniony (haram).
- Rozwód może być obowiązkowy i to ma miejsce kiedy między małżonkami następuje rozłam i sędzia wysyła dwóch rozjemców (arbitrów), aby sprawdzili charakter tego rozłamu, po czym rozjemcy osądzają, czy małżonków należy rozdzielić. W tym przypadku, mąż musi rozwieść się z żoną. Allah mówi (interpretacja znaczenia):

[Koran 4:35] „A jeśli obawiacie się rozdarcia między nimi obojgiem, to poślijcie rozjemcę z jego rodziny i rozjemcę z jej rodziny. Jeśli oni oboje zechcą się pogodzić, to Bóg doprowadzi do zgody między nimi. Zaprawdę, Allah jest wszechwiedzący, świadomy!”,
- rozwód może być zalecany lub pożądany – i to ma miejsce, kiedy żona zaniedbuje obowiązki nałożone na nią przez Allaha, np. zaniedbuje modlitwę i mąż nie może wpłynąć na nią, aby wypełniała te obowiązki,

- Rozwód może być dozwolony lub dopuszczalny – i to ma miejsce wtedy, kiedy jest wymagany na skutek złego prowadzenia lub zachowania, postępowania żony (względem męża),

- Rozwód może być niepożądany – i to miejsce wtedy, kiedy rozwód ma miejsce bez żadnej przyczyny zaś relacje między małżonkami są dobre. Według islamu rozwód, który ma miejsce bez powodu jest niepożądany ponieważ czyni szatana szczęśliwym,

- rozwód może być zabroniony – i to ma miejsce wtedy, kiedy mężczyzna rozwodzi się z żoną, kiedy ta miesiączkuje lub rozwodzi się z nią w przedziale czasowym między miesiączkami i kiedy (w tym przedziale) obywa z nią stosunek płciowy. Jest to tzw. rozwód bidah (rozwód będący herezją, innowacją).

### Z inicjatywy kobiety
Prawo kobiety domagania się rozwiązania małżeństwa znane jest jako chul, to oznacza dosłownie zdejmowanie. Jest to rodzaj ułatwienia zapewnionego żonie dla zabezpieczenia rozwodu ze strony męża poprzez zwrot części lub całości wiana (sadaq, mahr). Legalność chul wspiera Koran, sunna oraz idżma (konsensus uczonych). Tak jak kobiecie nie wolno prosić męża o rozwód bez przyczyny dozwolonej prawem, jemu nie wolno zatrzymywać jej w związku małżeńskim, jeśli domaga się ona jego rozwiązania z przyczyny dozwolonej prawem; raczej powinien ją zwolnić (z obietnicy małżeńskiej).
Większość uczonych utrzymuje, że chul jest rozwodem, aczkolwiek ich dowody na to są kwestionowane, i według poprawnego poglądu chul jest fasch, a nie rozwodem. W małżeństwie, fasch, dosłownie oznacza „anulowanie”, i odnosi się do rozwiązania, anulowania umowy małżeńskiej ze względu na dozwoloną prawem przyczynę. Chul jest zatem formą rozwiązania małżeństwa, a nie rozwodem – zostało udowodnione, że wolno zastosować chul po dwóch rozwodach (talaq) i po nim dozwolony jest trzeci rozwód. A zatem, jeśli chul byłby rozwodem, dozwolona liczba rozwodów wynosiłaby cztery (a nie trzy).
Mąż ma prawo odwołać rozwód, ale nie przysługuje mu takie prawo względem chul, chyba że zgodzi się na to jego żona.

## Idda(okres oczekiwania żony na ponowne wyjście za mąż)
Po przeprowadzeniu chul kobieta powinna poczekać aż zacznie miesiączkować i potem, po zakończeniu miesiączki, może wyjść ponownie za mąż.

## Zihar

### Definicja
Zihar to inaczej zabronienie sobie współżycia z żoną na skutek wypowiedzenia przez męża słów: „Jesteś dla mnie jak plecy mojej matki” co oznacza: „Jesteś mi zabroniona.”
Allah mówi (interpretacja znaczenia):
[Koran 58:2]: „Ci z was, którzy rozwodzą się ze swymi żonami, mówiąc „Jesteś dla mnie jak plecy mojej matki.” One przecież nie są ich matkami. Matki to te, które ich urodziły. Zaprawdę oni mówią słowa godne nagany i pełne fałszu (kłamliwe). Zaprawdę Allah jest odpuszczający, przebaczający!”.
Taki zihar jest zabroniony według uczonych, którzy są co do tej kwestii jednomyślni, i ten, kto w ten sposób postępuje popełnia grzech. Jest tak, ponieważ Allah mówi o tym w powyższym wersecie:
[Koran 58:2]: „Zaprawdę oni mówią słowa godne nagany i pełne fałszu (kłamliwe).”

### Konsekwencje Zihar
Jeśli mężczyzna powie żonie: „Jesteś dla mnie jak plecy mojej matki”, jego żona staje się mu zabroniona i nie wolno mu współżyć z nią cieleśnie, chyba że dopiero po dokonaniu ekspiacji za to, co powiedział.
Allah mówi (interpretacja znaczenia):
[58:3-4]: „Tych, którzy odsyłają swoje żony, mówiąc: „Jesteś dla mnie jak plecy mojej matki!”, i powtarzają to, co powiedzieli – obowiązuje wyzwolenie niewolnika, zanim będą mogli ponownie się zbliżyć. Oto w ten sposób jesteście napominani. A Allah jest w pełni świadom tego, co czynicie. A kto nie ma możliwości, powinien pościć przez dwa następujące po sobie miesiące, zanim ponownie się zbliżą. A kto nie może (pościć), powinien nakarmić sześćdziesięciu biedaków. Tak jest nakazane, abyście wierzyli w Allaha i Jego Wysłannika. Takie są granice Allaha!”.
Odkupienie, ekspiacje za zihar należy dopełnić zgodnie z kolejnością określoną w szariacie, co oznacza, że mąż nie może wybrać dowolnej formy ekspiacji, chyba że nie jest w stanie wykonać poprzedniej. To znaczy:
- najpierw musi wyzwolić wierzącego niewolnika,
- jeśli tego nie może zrobić, wówczas musi pościć przed dwa kolejne miesiące nie zbliżając się do żony,
- jeśli nie może pościć, wówczas powinien nakarmić sześćdziesięciu biedaków.

Jeśli mężczyzna zabroni sobie swojej żony poprzez zihar – „na określony czas”, nie wolno mu odbywać z nią stosunków płciowych podczas tego okresu; jest to dozwolone dopiero wtedy, kiedy dokona ekspiacji zgodnie ze sposobem opisanym powyżej. Aczkolwiek jeśli dopełni jego przysięgi i upłynie okres na który zabronili sobie żony i faktycznie nie zbliżył się do niej w tym czasie, nic nie jest od niego wymagane.

## Ila’(przysięga zaniechania współżycia z żoną)
Ila’ ma miejsce, kiedy mąż przysięga, że nie będzie współżył z żoną przez określony czas.
Ila’ ma dwa rodzaje:
- okres wyznaczony przez męża jest krótszy niż cztery miesiące, i w tym przypadku lepiej dla męża aby podjął współżycie z żoną i dokonał ekspiacji za złamaną przysięgę. Jest tak, ponieważ Prorok (pokój i błogosławieństwo Allaha z nim) powiedział: „Ten, kto składa przysięgę, a potem znajduje jakąś rzecz lepszą, powinien zrobić to, co lepsze i dokonać ekspiacji za (złamaną) przysięgę.”

Jeśli mąż nie dokona ekspiacji za jego przysięgę i nie łamie przysięgi ila, żoną musi zaczekać do końca tego okresu i nie ma prawa domagać się rozwodu.
- okres wyznaczony przez męża jest dłuższy niż cztery miesiące – i w tej sytuacji może również podjąć współżycie z żoną i dokonać ekspiacji za złamaną przysięgę. Jeśli nie podejmie współżycia z żoną, musi ona czekać cierpliwie do końca wyznaczonego przez męża okresu, a potem może poprosić go, aby podjął z nią współżycie lub domagać się rozwodu.

Kiedy upłynie określony przez męża czas, musi on dokonać wyboru – albo podjąć z nią współżycie, albo udzielić jej rozwodu. Jest tak zgodnie z poglądem większości uczonych.